# Club Náutico Avándaro
El Club Náutico Avándaro es un club náutico ubicado en el embalse de la presa Valle de Bravo, Valle de Bravo (México).

## Historia
Fue fundado el 12  de agosto de 1956 por Eustace Bourchier, primer comodoro; Herman Faessi, primer vicecomodoro; Ernesto Porter, primer tesorero; Luis A. Porter, primer secretario; Fernando Farías de la Garza, primer vocal; y Joe van Stekelenburg.

## Deportistas
Destacados regatistas del club son Eric Mergenthaler, campeón mundial de la clase Finn (1992); Jorge Xavier Murrieta, campeón continental en las clase J/24 (2009) y Snipe (2010); y Tania Elías Calles, regatista olímpica.